# Hannah Beachler
Hannah Beachler é uma diretora de arte americana, conhecida por trabalhar em filmes como Creed (2015), Miles Ahead (2015), Moonlight (2016) e Black Panther(2018) e no especial de televisão do álbumLemonade (2016), de Beyoncé.